# Titularbistum Castrum
Castrum (ital.: Castro) ist ein Titularbistum der römisch-katholischen Kirche. 
Es geht zurück auf einen Bischofssitz in der Stadt Castro, die sich in der italienischen Region Latium befand.
| Titularbischöfe von Castrum |                                                              |                                                                          |                   |                 |
| Nr.                         | Name                                                         | Amt                                                                      | von               | bis             |
| 1                           | Edgar Aristide Maranta OFMCap Titularerzbischof pro hac vice | emeritierter Erzbischof von Daressalam (Tansania)                        | 19. Dezember 1968 | 29. Januar 1975 |
| 2                           | Estanislao Esteban Karlic                                    | Weihbischof in Córdoba (Argentinien)                                     | 6. Juni 1977      | 19. Januar 1983 |
| 3                           | Juan Antonio Ugarte Pérez                                    | Weihbischof in Abancay Weihbischof in Cuzco Weihbischof in Yauyos (Peru) | 18. August 1983   | 15. März 1997   |
| 4                           | Rimantas Norvila                                             | Weihbischof in Kaunas (Litauen)                                          | 28. Mai 1997      | 5. Januar 2002  |
| 5                           | Patrick Kieran Lynch SSCC                                    | Weihbischof in Southwark (Vereinigtes Königreich)                        | 28. Dezember 2005 |                 |